# Гамлет з Сузака, або Мамайя Керо
Гамлет з Сузака, або Мамайя Керо (рос. Гамлет из Сузака, или Мамайя Кэро) — радянський художній фільм 1990 року, знятий режисером Сакеном Наримбетовим.

## Сюжет
Рабфак — самотній холостяк, який змінює одну роботу за іншою. Він мріє завести сім'ю і шукає дружину за газетними оголошеннями...

## У ролях
- Советбек Джумадилов
- Рано Кубаєва
- Алма Турганбаєва
- Аширбек Чокубаєв
- Ануар Боранбаєв
- Закір Муминов
- Аліайдар Каржауов
- Хамід Азізов
- Олександр Шишкін

## Знімальна група
- Сценарісти : Олександр Бородянський, Ельдор Уразбаєв
- Режисер : Сакен Наримбетов
- Оператор : Валентин Савенков
- Композитор : Алма Турганбаєва
- Художник : Ідрис Карсакбаєв